# Півники строкаті
{{#ifeq:0|0|{{#if:|{{#if:Irisvariegata|[[]}}|}}}}
Півники строкаті, півники рябі (Iris variegata) — вид рослин з родини півникові (Iridaceae), поширений у середній і південно-східній Європі.

## Опис
Багаторічна рослина 40–50 см. Квітки жовті; трубка оцвітини майже в 2 рази перевищує зав'язь. Iris variegata має горбкувате кореневище (підземне стебло) з м'ясистим корінням. Листки глибокого зеленого кольору мечоподібні, злегка зігнуті, шириною 1–3 см і довжиною ≈ 30 см. Квітучі стебла заввишки 20–45 см і гіллясті, з 3–6 квітками. Кожна квітка розміром 5–7 см впоперек. Внутрішні листочки оцвітини жовті, а зовнішні — від білого до блідо-жовтого кольору з від червоного до фіолетового кольору жилками, які іноді зливаються в пурпурову пляму, яка загострена під кутом від стебла. Насіння приплющене. Стебло 20–40(до 55) см заввишки, розгалужене у верхній половині. Плід — коробочка.

## Поширення
Поширений у середній і південно-східній Європі (Австрія, Чехія, Словаччина, Німеччина, Угорщина, Болгарія, Чорногорія, Сербія, Румунія); натуралізований у Швейцарії й Італії.
В Україні вид зростає на галявинах, у лісах, на узліссях, серед чагарників — у Карпатах (ймовірно, здичавілі), південно-західна частина України (Одеська обл., Тарутинський р-н).

## Використання
Декоративна рослина.

## Охорона
В Угорщині вид має статус EN. Це захищений вид у Чехії та Словаччині.